# アンソニー・レンドン
- アンソニー・レンドーン

アンソニー・マイケル・レンドン（Anthony Michael Rendon, 1990年6月6日 - ）は、アメリカ合衆国テキサス州ヒューストン出身のプロ野球選手（内野手）。右投右打。MLBのロサンゼルス・エンゼルス所属。愛称はアント（Ant）。代理人はスコット・ボラス。

## 経歴

### プロ入り前
ライス大学では初年度の2009年から打率.388、20本塁打、77打点、OPS1.170を記録。2年目の2010年は打率.394、26本塁打、85打点、OPS1.340と更に成績を伸ばし、全米の大学野球の最優秀選手に贈られる賞であるディック・ハウザー・トロフィーを受賞した。また、この年は日本で開催された第5回世界大学野球選手権大会にアメリカ合衆国代表として参加した。
この2年の好成績から、2011年のドラフトでの全体1位指名が確実視されるようになった。しかし、3年目は足首の故障により指名打者での出場を余儀なくされ、打撃成績も落とした。ドラフト前には怪我の完全回復を宣言したが、スカウトの間では不安視する声も根強かった。

### プロ入りとナショナルズ時代
2011年のMLBドラフトでワシントン・ナショナルズから1巡目（全体6位）で指名を受けた。ナショナルズのGMであるマイク・リゾは、「まさかこの順位で彼を指名できるとは思っていなかった」と語った。8月15日に4年総額720万ドルのメジャー契約で入団に合意した。
2013年4月21日にメジャーデビューし、二塁手のレギュラーの座を獲得した。
2014年、引き続き二塁のレギュラーを務めていたが、主砲のライアン・ジマーマンが故障離脱した時に三塁手に移り、そのままレギュラーに入った。153試合に出場し、リーグトップの111得点を記録。三塁の守備では134試合で15失策を喫した。シーズンオフにはシルバースラッガー賞を受賞し、MVPでも5位にランクインした。
2015年はスプリングトレーニングで左膝の内側側副靱帯を痛め、4月にAA級ハリスバーグ・セネターズでリハビリするも、5月初めに腹斜筋の張りで中断。6月4日に復帰したが、ユネル・エスコバーがいたことで二塁手として多く起用された。80試合の出場で打率.264、5本塁打、25打点、1盗塁（2盗塁死）に終わった。
2016年は三塁に戻り156試合に出場した。打率.270、20本塁打、85打点という成績を残し、カムバック賞（MLB）を受賞した。
2017年は、開幕から好調で前半戦を打率.304、16本塁打、54打点で折り返し、7月16日には週間MVPを受賞し、オールスターゲーム最終投票の候補にも選ばれた。後半戦も調子を落とすことなく最終的に147試合に出場し、打撃面では打率.301、25本塁打、100打点と自身初の打率3割と出塁率4割を達成。ポストシーズンでは打率.176に終わった。
2018年4月13日のコロラド・ロッキーズ戦で左足親指の付け根を負傷し途中交代すると、その後故障者リスト入りし、5月5日に復帰した。136試合の出場で打率.308、44二塁打（リーグ1位）、24本塁打、92打点だった。
2019年4月20日のマイアミ・マーリンズ戦で肘に死球を受けてその後故障者リスト入りし、5月8日のミルウォーキー・ブルワーズ戦で復帰したが、第1打席でまたも死球を受け、第3打席ではストライク判定に不満を露にして退場処分になった。前半戦はチームが低迷する中で奮起する打撃を見せたが、オールスターのファン投票では上位3名にも入らなかった。しかし監督・選手間投票で選出され自身初となるオールスター出場かと思われたが、怪我の影響で出場を辞退した。後半戦に入るとさらに調子を上げて首位打者争いを演じたが、終盤に失速して首位打者のタイトル獲得はならなかった。146試合の出場で打率.319、44二塁打（リーグ1位）、34本塁打、126打点の成績を残し、打点王のタイトルを獲得した。

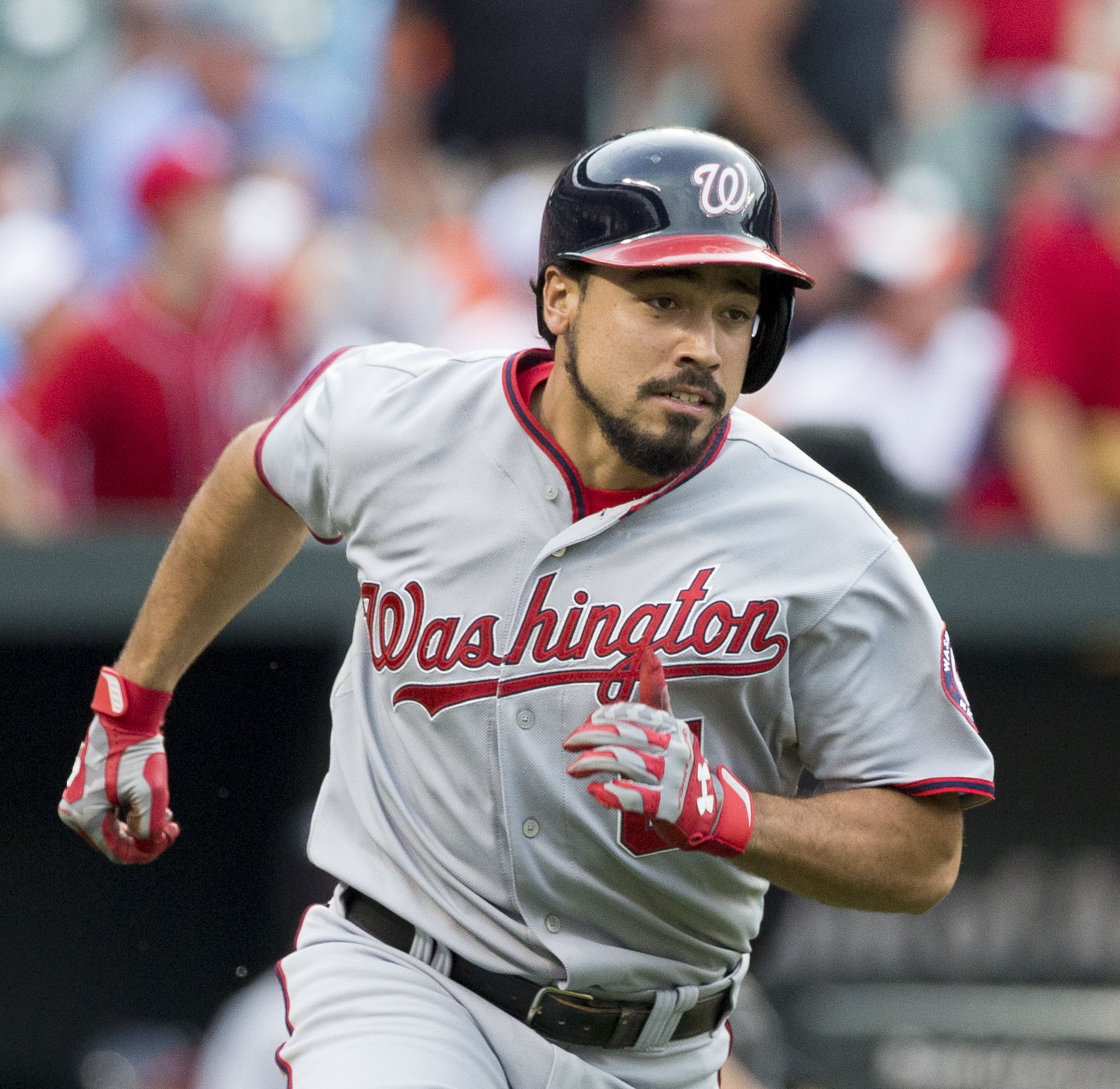
ナショナルズ時代（2014年）

ポストシーズンではディビジョンシリーズの王手をかけられた第4戦で3打点を記録し、第5戦では逆転勝利につながる本塁打を放った。チャンピオンシップシリーズでも毎試合安打を放ち、初のシリーズ突破に貢献した。アストロズとのワールドシリーズでは王手をかけられた第6戦で5打点を挙げ、第7戦でも本塁打を放ち、ポストシーズン全体で打率.328、5本塁打、15打点、OPS1.003の活躍で、球団史上初のワールドシリーズ優勝に貢献した。オフにはシルバースラッガー賞を5年ぶりに受賞した。10月31日にFAとなった。また、同年から新設されたオールMLBチームのファーストチーム三塁手に選出された。

### エンゼルス時代
2019年12月11日にロサンゼルス・エンゼルスと7年総額2億4500万ドルを結んだ。オプションとして表彰等の獲得やオールスターゲーム出場による出来高、全球団トレード拒否権が含まれている一方でオプトアウト権は含まれておらず、契約満了まで同チームに所属することとなる。背番号はナショナルズ時代と同じ「6」。
2020年はCOVID-19の影響で60試合の短縮シーズンとなった中で、初出場試合に初安打初本塁打を記録した。8月10日に通算1000安打を達成。最終成績は打率.286、9本塁打、31打点だった。
2021年は故障がちで、7月6日にこのシーズン3度目となる故障者リスト入り（10日間）が発表された。8月4日、腰の手術でシーズン中の復帰が無いことが発表された。最終成績は58試合で打率.240、6本塁打、34打点に終わった。
2022年は前年の怪我から完全復帰し、正三塁手として出場。5月10日のタンパベイ・レイズ戦で、キャリア初の左打ちでの本塁打をブレット・フィリップスから放った。試合終盤で点差が付き、野手のフィリップスが登板し、レンドンも本来とは反対の左打席に入った。後にフィリップスとは2023年シーズンからエンゼルスのチームメイトになる。しかし5月の終わりに右手首を故障。一旦は復帰するも6月17日に右手首痛が再発。患部の手術を受け、残りのシーズンを欠場する見通しとなった。しかし9月28日に一転して故障者リストから復帰した。なお、6月26日のシアトル・マリナーズ戦で、乱闘に加わったとして故障者リスト明けから5試合の公式戦出場停止処分が課されているため、その消化後の最後の3連戦で復帰。2年連続の長期離脱もあり前年をさらに下回る不本意な成績に終わった。
2023年3月31日のオークランド・アスレチックス戦では試合終了後にアスレチックスファンと揉め、ファンに手を出したとして4月4日に罰金と5試合の出場停止を課されたが、異議申し立てをして2時間後に4試合に軽減された。この年も3度の故障者リスト入りで長期にわたって離脱し、43試合の出場で打率.236、2本塁打、22打点、OPS.678にとどまった。
2024年は開幕から21打数連続無安打と最悪のスタートをきった。その後復調しつつあったが、4月20日の試合で走塁中に左ハムストリングに重度の部分断裂を起こして4年連続の長期離脱が確実となった。7月上旬に復帰したが同月末に腰痛で2度目の故障者リスト入り、9月10日に脇腹痛で3度目の故障者リスト入りとこの年も怪我続きだった上、キャリア最低成績を更新する不本意な結果となってしまった。
2025年、キャンプイン前の2月12日に股関節の手術を受け長期離脱になる予定であることがペリー・ミナシアンGMから発表された。これにより5年連続の大怪我＆長期欠場が決まった。その後アーティ・モレノオーナーがMLB公式サイトのインタビューで今シーズンレンドンの出場が無いことを明言した。

## 選手としての特徴
確実性（打率）と長打力を兼ね備えたオールラウンドな打撃と、守備範囲の広さが特徴的な守備の攻守両面において高いレベルを誇る選手にもかかわらずメディアに取り上げられることが少ないことから、「最も過小評価されている選手」の1人と言われていた。

## 人物
趣味はヒストリーチャンネルを観ることで、野球観戦は「長すぎて退屈」と語っている。バスケットボール好きでもあり、故郷のヒューストン・ロケッツのファンである。
2017年8月にハリケーン・ハービーでヒューストンが被害を受けると、同僚で同郷のマット・アルバースと共に「ヒューストン・フードバンク」への寄付金を集めるためにYouCaringの募金活動ページを立ち上げた。
2024年1月21日、スポーツのポッドキャスト番組にゲスト出演した際に、「メジャーリーグは年間の試合数（162試合）が多すぎるので短縮すべきだ」との持論を述べた。レンドン自身がエンゼルスに移籍してから故障続きで大半の試合を欠場しているため、この発言はSNS上で批判を呼んだ。例えばナショナルズ時代の同僚だったジョナサン・パペルボンは、年間試合の半分しか出場する気がないならば年俸を半額返上すべきだとX（旧Twitter）で述べた。
メキシコ人の血が入っている。

## 詳細情報

### 年度別打撃成績
| 年 度     | 球 団     | 試 合 | 打 席 | 打 数 | 得 点 | 安 打 | 二 塁 打 | 三 塁 打 | 本 塁 打 | 塁 打 | 打 点 | 盗 塁 | 盗 塁 死 | 犠 打 | 犠 飛 | 四 球 | 敬 遠 | 死 球 | 三 振 | 併 殺 打 | 打 率 | 出 塁 率 | 長 打 率 | O P S |
| --------- | --------- | ----- | ----- | ----- | ----- | ----- | -------- | -------- | -------- | ----- | ----- | ----- | -------- | ----- | ----- | ----- | ----- | ----- | ----- | -------- | ----- | -------- | -------- | ----- |
| 2013      | WSH       | 98    | 394   | 351   | 40    | 93    | 23       | 1        | 7        | 139   | 35    | 1     | 1        | 2     | 5     | 31    | 3     | 5     | 69    | 7        | .265  | .329     | .396     | .725  |
| 2014      | WSH       | 153   | 683   | 613   | 111   | 176   | 39       | 6        | 21       | 290   | 83    | 17    | 3        | 2     | 5     | 58    | 2     | 5     | 104   | 11       | .287  | .351     | .473     | .824  |
| 2015      | WSH       | 80    | 355   | 311   | 43    | 82    | 16       | 0        | 5        | 113   | 25    | 1     | 2        | 0     | 4     | 36    | 0     | 4     | 70    | 8        | .264  | .344     | .363     | .707  |
| 2016      | WSH       | 156   | 647   | 567   | 91    | 153   | 38       | 2        | 20       | 255   | 85    | 12    | 6        | 0     | 8     | 65    | 2     | 7     | 117   | 5        | .270  | .348     | .450     | .797  |
| 2017      | WSH       | 147   | 605   | 508   | 81    | 153   | 41       | 1        | 25       | 271   | 100   | 7     | 2        | 0     | 6     | 84    | 6     | 7     | 82    | 7        | .301  | .403     | .533     | .937  |
| 2018      | WSH       | 136   | 597   | 529   | 88    | 163   | 44       | 2        | 24       | 283   | 92    | 2     | 1        | 0     | 8     | 55    | 5     | 5     | 82    | 5        | .308  | .374     | .535     | .909  |
| 2019      | WSH       | 146   | 646   | 545   | 117   | 174   | 44       | 3        | 34       | 326   | 126   | 5     | 1        | 0     | 9     | 80    | 8     | 12    | 86    | 13       | .319  | .412     | .598     | 1.010 |
| 2020      | LAA       | 52    | 232   | 189   | 29    | 54    | 11       | 1        | 9        | 94    | 31    | 0     | 0        | 0     | 0     | 38    | 2     | 5     | 31    | 10       | .286  | .418     | .497     | .915  |
| 2021      | LAA       | 58    | 249   | 217   | 24    | 52    | 13       | 0        | 6        | 83    | 34    | 0     | 0        | 0     | 2     | 29    | 2     | 1     | 41    | 11       | .240  | .329     | .382     | .712  |
| 2022      | LAA       | 47    | 193   | 166   | 15    | 38    | 10       | 0        | 5        | 63    | 24    | 2     | 0        | 0     | 2     | 23    | 0     | 2     | 35    | 7        | .229  | .326     | .380     | .706  |
| 2023      | LAA       | 43    | 183   | 148   | 23    | 35    | 6        | 0        | 2        | 47    | 22    | 2     | 0        | 0     | 4     | 25    | 0     | 6     | 27    | 6        | .236  | .361     | .318     | .678  |
| 2024      | LAA       | 57    | 238   | 206   | 21    | 45    | 10       | 0        | 0        | 55    | 14    | 6     | 1        | 0     | 4     | 23    | 0     | 5     | 35    | 4        | .218  | .307     | .267     | .574  |
| MLB：12年 | MLB：12年 | 1173  | 5022  | 4350  | 683   | 1218  | 295      | 16       | 158      | 2019  | 671   | 55    | 17       | 4     | 57    | 547   | 30    | 64    | 779   | 94       | .280  | .364     | .464     | .828  |

- 2024年度シーズン終了時
- 各年度の太字はリーグ最高

### 年度別守備成績
| 年 度 | 球 団 | 二塁（2B） | 二塁（2B） | 二塁（2B） | 二塁（2B） | 二塁（2B） | 二塁（2B） | 三塁（3B） | 三塁（3B） | 三塁（3B） | 三塁（3B） | 三塁（3B） | 三塁（3B） | 遊撃（SS） | 遊撃（SS） | 遊撃（SS） | 遊撃（SS） | 遊撃（SS） | 遊撃（SS） |
| 年 度 | 球 団 | 試 合      | 刺 殺      | 補 殺      | 失 策      | 併 殺      | 守 備 率   | 試 合      | 刺 殺      | 補 殺      | 失 策      | 併 殺      | 守 備 率   | 試 合      | 刺 殺      | 補 殺      | 失 策      | 併 殺      | 守 備 率   |
| ----- | ----- | ---------- | ---------- | ---------- | ---------- | ---------- | ---------- | ---------- | ---------- | ---------- | ---------- | ---------- | ---------- | ---------- | ---------- | ---------- | ---------- | ---------- | ---------- |
| 2013  | WSH   | 82         | 147        | 213        | 9          | 50         | .976       | 15         | 7          | 26         | 5          | 4          | .868       | 4          | 9          | 2          | 2          | 1          | .846       |
| 2014  | WSH   | 28         | 51         | 52         | 0          | 8          | 1.000      | 134        | 106        | 235        | 15         | 30         | .958       | -          | -          | -          | -          | -          | -          |
| 2015  | WSH   | 59         | 107        | 137        | 4          | 35         | .984       | 28         | 10         | 36         | 0          | 4          | 1.000      | -          | -          | -          | -          | -          | -          |
| 2016  | WSH   | -          | -          | -          | -          | -          | -          | 155        | 134        | 239        | 9          | 25         | .976       | -          | -          | -          | -          | -          | -          |
| 2017  | WSH   | -          | -          | -          | -          | -          | -          | 145        | 83         | 244        | 7          | 28         | .979       | -          | -          | -          | -          | -          | -          |
| 2018  | WSH   | -          | -          | -          | -          | -          | -          | 136        | 88         | 222        | 6          | 23         | .981       | -          | -          | -          | -          | -          | -          |
| 2019  | WSH   | 1          | 0          | 0          | 0          | 0          | ----       | 146        | 95         | 249        | 11         | 31         | .969       | -          | -          | -          | -          | -          | -          |
| 2020  | LAA   | -          | -          | -          | -          | -          | -          | 52         | 48         | 73         | 3          | 7          | .976       | -          | -          | -          | -          | -          | -          |
| 2021  | LAA   | -          | -          | -          | -          | -          | -          | 57         | 31         | 114        | 1          | 12         | .993       | -          | -          | -          | -          | -          | -          |
| 2022  | LAA   | -          | -          | -          | -          | -          | -          | 47         | 31         | 78         | 6          | 7          | .948       | -          | -          | -          | -          | -          | -          |
| 2023  | LAA   | -          | -          | -          | -          | -          | -          | 43         | 39         | 63         | 8          | 6          | .927       | -          | -          | -          | -          | -          | -          |
| 2024  | LAA   | -          | -          | -          | -          | -          | -          | 50         | 35         | 87         | 5          | 9          | .961       | -          | -          | -          | -          | -          | -          |
| MLB   | MLB   | 170        | 305        | 402        | 13         | 93         | .982       | 1008       | 707        | 1666       | 76         | 186        | .969       | 4          | 9          | 2          | 2          | 1          | .846       |

- 2024年度シーズン終了時
- 各年度の太字はリーグ最高

### タイトル
- 打点王：1回（2019年）

### 表彰
- シルバースラッガー賞（三塁手部門）：2回（2014年、2019年）
- カムバック賞：1回（2016年）
- プレイヤー・オブ・ザ・ウィーク：1回（2017年7月16日、2019年8月25日）
- オールMLBチーム
  - ファーストチーム三塁手：1回（2019年）

### 記録
- MLBオールスターゲーム：1回（2019年）

### 背番号
- 6（2013年 - ）

### 代表歴
- 第5回世界大学野球選手権大会 アメリカ合衆国代表